# Falcó negre
El falcó negre (Falco subniger) és una espècie d'ocell rapinyaire de la família dels falcònids (Falconidae) que habita praderies, estepes i terres de conreu d'Austràlia, a excepció de l'oest d'Austràlia Occidental. El seu estat de conservació es considera de risc mínim.

## Descripció
El falcó negre adult mesura entre 45-56 cm (mitjana 50 cm) de llargària, la cua representa aproximadament la meitat de la longitud. Nota: Les femelles són més grosses que els mascles; això és una forma de dimorfisme sexual. El pes mitjà és de 833 g en les femelles i 582 g en els mascle. L'envergadura alar és d'entre 95 i115 cm.
La coloració és de marró fosc uniforme a negre sutge; els juvenils són generalment més foscos que els adults; les plomes inferiors de les ales són de dos tons (plomes de vol lleugerament més pàl·lides); els adults poden tenir una franja fosca evident sota l'ull. Ocasionalment, poden tenir la barbeta blanca, taques a les cobertores inferiors de les ales o barres a les cobertores inferiors de la caudal. El cere, l'anell ocular i les potes són de color gris pàl·lid (o blau gris pàl·lid); l'ull és de color marró fosc i la punta del bec és negra. Les urpes són negres. El pollet és de color blanc per sota el plomissol. El cos del falcó és aerodinàmic, amb una cua relativament llarga i una constitució prima. Les ales són llargues i punxegudes, que s'aprimen cap a la punta de l'ala.